# 隨名姓
隨名姓，是一種將名字首字當成姓氏的做法，源自滿族人習俗，是滿族姓氏的來源之一。例如前清皇族溥心畬，原姓愛新覺羅氏，溥儒為其名字，在中華民國成立之後，其子女以溥為姓，就是一種隨名姓。啟功以啟為姓，也是一種隨名姓。

## 概論
隨名姓來自於滿族習俗。滿族在日常生活中，稱名不稱姓，只有在祭祀神明及祖先時才會稱姓。他們經常將父祖名字中的首字，作為命名依據，繼承在自己及後代的名字之前。“父子祖孫，相沿成習”，是为隨名姓。《清稗类钞》所举例子有，顧八代、徐元夢孫舒赫德、鄂爾泰、尹繼善等。
亦有汉军旗人采用随名姓，如寿山、裕庚后人。